# Nekrolog 2. Quartal 1986
Nekrolog
◄◄
| ◄
| 1982
| 1983
| 1984
| 1985
| 1986 | 1987 | 1988 | 1989 | 1990 | ► | ►►
1. Quartal |
2. Quartal |
3. Quartal |
4. Quartal 1986
Weitere Ereignisse | Allgemeiner Nekrolog 1986
Die Beschreibung der verstorbenen Person sollte so kurz wie möglich gehalten sein und nur deren signifikante Tätigkeit(en) enthalten.
Neue Namen ggf. auch unter dem Geburts- und Sterbedatum, also etwa unter 1. Januar und im Geburts- und Sterbejahr (2024) eintragen (nur bei entsprechender großer Wichtigkeit). Für Beispiele siehe die schon vorhandenen Artikel.
Außerdem über die fünf zuletzt Verstorbenen, zu denen es einen ausreichend guten Artikel für eine Präsentation auf der Hauptseite gibt, nach der todesbedingten Überarbeitung der Artikel ggf. auch unter Wikipedia Diskussion:Hauptseite informieren und sie am besten auch in den anderen Wikipedia-Sprachversionen eintragen. Tipp: Regelmäßig bei news.google.de nach „ist tot“, „gestorben“ oder „verstorben“ suchen.
Wenn eine Person gestorben ist, gibt es viele Seiten zu dieser Person in der Wikipedia, die davon auch betroffen sind und entsprechend aktualisiert werden müssen. Beispiele: Namenübersichtsseite, Geburtsjahr, Geburtsort-Seiten und viele mehr.
Wie finde ich die betroffenen Seiten?
Im Suchfeld auf der linken Seite gibt man den Suchbegriff so ein: „Vorname Nachname“. Dann klickt man auf Volltext und alle Seiten mit entsprechendem Suchtext werden aufgerufen. Hier sieht man dann schnell, wo auch das Todesjahr Sinn macht oder sogar ein Teil des Artikels angepasst werden muss. Auch hilft das „Werkzeug“ auf der linken Seite sehr gut, um solche Seiten aufzufinden: „Links auf diese Seite“. Somit ist die Wikipedia wieder aktuell in allen Bereichen! Hinweis: bei Eintragung der Kategorie „Gestorben JAHR“ wird der Missbrauchsfilter 49 ausgelöst, was jedoch nicht schlimm ist. Siehe: Spezial:Missbrauchsfilter/49
Dies ist eine Liste von im zweiten Quartal 1986 verstorbenen bekannten Persönlichkeiten. Die Einträge erfolgen innerhalb der einzelnen Daten alphabetisch sortiert. Tiere sind im Nekrolog für Tiere zu finden.

## April
| Tag       | Name                                            | Beruf, bekannt als                                                                                              | Alter | Beleg |
| --------- | ----------------------------------------------- | --- | ----- | ----- |
| 1. April  | Erik Bruhn                                      | dänischer Ballett-Tänzer                                                                                        | 57    |       |
| 1. April  | Franz Frank                                     | deutscher Maler und Graphiker                                                                                   | 88    |       |
| 1. April  | Lucy Mair                                       | britische Sozialanthropologin                                                                                   | 85    |       |
| 1. April  | Margaret Masterman                              | britische Philosophin und Linguistin                                                                            | 75    |       |
| 2. April  | Siegfried Lauffer                               | deutscher Althistoriker                                                                                         | 74    |       |
| 2. April  | Wilmar Riegenring                               | deutscher Karikaturist und Illustrator                                                                          | 80    |       |
| 3. April  | Alfred Bütow                                    | deutscher Szenenbildner bei Film und Fernsehen                                                                  | 83    |       |
| 3. April  | John Healy                                      | US-amerikanischer Filmproduzent                                                                                 | 74    |       |
| 3. April  | Reinhard Opitz                                  | deutscher Intellektueller, Privatgelehrter und Sozialwissenschaftler                                            | 51    |       |
| 3. April  | Peter Pears                                     | britischer Opern- und Liedsänger (Tenor)                                                                        | 75    |       |
| 3. April  | Elisabeth Radó                                  | österreichische Opernsängerin und Gesangspädagogin                                                              | 86    |       |
| 3. April  | Andreas Thierfelder                             | deutscher Klassischer Philologe                                                                                 | 82    |       |
| 4. April  | James P. Bacon                                  | US-amerikanischer Herpetologe, Ökologe und Manager                                                              | 46    |       |
| 4. April  | Mario Cagna                                     | italienischer Geistlicher, römisch-katholischer Erzbischof und Diplomat des Heiligen Stuhls                     | 74    |       |
| 4. April  | Mimmo Poli                                      | italienischer Schauspieler                                                                                      | 63    |       |
| 4. April  | Carlo Taranto                                   | italienischer Schauspieler                                                                                      | 64    |       |
| 5. April  | Willibert Brockmann                             | deutscher Politiker (SPD), MdBB                                                                                 | 60    |       |
| 5. April  | Wally Deane                                     | US-amerikanischer Rockabilly-Musiker                                                                            | 49    |       |
| 5. April  | Tommy Duchesne                                  | kanadischer Akkordeonist                                                                                        | 76    |       |
| 5. April  | Siegfried Horstmann                             | deutscher Schriftsteller                                                                                        | 82    |       |
| 5. April  | Walter Lippmann                                 | deutscher Rechtsanwalt, Staatsanwalt und Esperantist                                                            | 90    |       |
| 5. April  | Franz Niedermaier                               | deutscher Jurist, Richter am Bundesverwaltungsgericht und des Bundesverfassungsgerichts                         | 60    |       |
| 5. April  | Moshe Pearlman                                  | israelischer Schriftsteller                                                                                     |       |       |
| 5. April  | Georg Alfred Stockburger                        | deutscher Maler, Zeichner, Lithograf, Holzschneider und Kupferstecher sowie Arzt                                | 78    |       |
| 6. April  | Peter Brugger                                   | italienischer Politiker (SVP) und Senator (Südtirol)                                                            | 65    |       |
| 6. April  | Bill Cook                                       | kanadischer Eishockeyspieler und -trainer                                                                       | 89    |       |
| 6. April  | Alfred Flury                                    | Schweizer Geistlicher und Komponist (NGL)                                                                       | 51    |       |
| 6. April  | Raimundo Orsi                                   | argentinisch-italienischer Fußballspieler                                                                       | 84    |       |
| 7. April  | Chester Erskine                                 | US-amerikanischer Drehbuchautor, Filmregisseur und Produzent                                                    | 80    |       |
| 7. April  | Leonid Witaljewitsch Kantorowitsch              | sowjetischer Mathematiker und Ökonom (Nobelpreisträger für Wirtschaftswissenschaften)                           | 74    |       |
| 7. April  | Leslie Lewis                                    | britischer Sprinter                                                                                             | 61    |       |
| 7. April  | Valérie von Martens                             | österreichisch-deutsche Schauspielerin                                                                          | 91    |       |
| 7. April  | Karl-Heinz Schwadtke                            | deutscher Schifffahrtshistoriker und Sachbuchautor                                                              | 60    |       |
| 7. April  | William Thorpe                                  | britischer Zoologe                                                                                              | 84    |       |
| 07. April | Michael Warriner                                | britischer Ruderer                                                                                              | 77    |       |
| 8. April  | Yukiko Okada                                    | japanische Sängerin                                                                                             | 18    |       |
| 9. April  | Heinz Conrads                                   | österreichischer Schauspieler, Conférencier und Wienerlied-Interpret                                            | 72    |       |
| 9. April  | Martin David                                    | deutsch-niederländischer Rechtshistoriker des Orients und Papyrologe                                            | 87    |       |
| 9. April  | Ernst Hilzheimer                                | deutscher Politiker (LDPD), Mitbegründer der LDPD in Rostock                                                    | 85    |       |
| 9. April  | Jakob Nobs                                      | Schweizer Unternehmer                                                                                           | 102   |       |
| 9. April  | Alfred Pfeifle                                  | deutscher Sänger (Tenor)                                                                                        | 69    |       |
| 9. April  | Alfred Schönherr                                | deutscher Widerstandskämpfer, Funktionär                                                                        | 76    |       |
| 9. April  | Max Spindler                                    | deutscher Historiker                                                                                            | 91    |       |
| 09. April | Rezső Wanié                                     | ungarischer Schwimmer                                                                                           | 77    |       |
| 9. April  | Pamela Wedekind                                 | deutsche Schauspielerin und Chansonsängerin                                                                     | 79    |       |
| 9. April  | Theo Wittenbrink                                | deutscher Boxfunktionär und -veranstalter                                                                       | 66    |       |
| 10. April | Joseph Patrick Addabbo                          | US-amerikanischer Politiker                                                                                     | 61    |       |
| 10. April | Linda Creed                                     | US-amerikanische Lyrikerin                                                                                      | 36    |       |
| 10. April | Eugen Grimminger                                | deutscher Widerstandskämpfer, Mitglied der Widerstandsbewegung Weiße Rose                                       | 93    |       |
| 10. April | Donata Helmrich                                 | deutsche Gerechte unter den Völkern                                                                             | 85    |       |
| 10. April | Hans-Rudolf Müller-Schwefe                      | deutscher evangelischer Theologe                                                                                | 75    |       |
| 11. April | Klaus Granzow                                   | deutscher Schauspieler, Schriftsteller und pommerscher Heimatdichter                                            | 58    |       |
| 11. April | Wilhelm von Hillern-Flinsch                     | deutscher Maler                                                                                                 | 102   |       |
| 11. April | Stanislav Jungwirth                             | tschechischer Mittelstreckenläufer                                                                              | 55    |       |
| 11. April | Josef Růžička                                   | tschechoslowakischer Ringer                                                                                     | 61    |       |
| 12. April | Einar Ágústsson                                 | isländischer Politiker                                                                                          | 63    |       |
| 12. April | Jef Dervaes                                     | belgischer Radrennfahrer                                                                                        | 79    |       |
| 12. April | José Abrajim Elcure                             | kolumbianischer Pianist, Geiger und Komponist                                                                   | 64    |       |
| 12. April | Marguerite Gance                                | französische Schauspielerin                                                                                     | 91    |       |
| 12. April | Hans Hefelmann                                  | deutscher Landwirt, Hauptverantwortlicher des nationalsozialistischen Euthanasieprogramms                       | 79    |       |
| 12. April | Walentin Petrowitsch Katajew                    | sowjetischer Dramatiker und Romancier                                                                           | 89    |       |
| 12. April | Hans-Michael Moll                               | deutscher Jurist und Politiker (CDU)                                                                            |       |       |
| 12. April | François Neuville                               | belgischer Radrennfahrer                                                                                        | 73    |       |
| 12. April | Walter Tille                                    | deutscher Gewerkschafter (FDGB) und Politiker, MdV                                                              | 79    |       |
| 12. April | Jean-François Tournon                           | französischer Säbelfechter                                                                                      | 80    |       |
| 13. April | Dorothy Ashby                                   | US-amerikanische Harfenistin                                                                                    | 53    |       |
| 13. April | Sulo Bärlund                                    | finnischer Leichtathlet                                                                                         | 75    |       |
| 13. April | Jack van Bebber                                 | US-amerikanischer Ringer                                                                                        | 78    |       |
| 13. April | Frank DeCicco                                   | US-amerikanischer Krimineller und Mafioso                                                                       | 50    |       |
| 13. April | Hans Fleischer                                  | deutscher Fahrzeugdesigner                                                                                      | 67    |       |
| 13. April | Claus Hehner                                    | deutscher Architekt, Einhandsegler und Buchautor                                                                |       |       |
| 13. April | Klaus Matthäi                                   | deutscher Grafiker                                                                                              | 51    |       |
| 13. April | Hans Joachim Mette                              | deutscher klassischer Philologe                                                                                 | 79    |       |
| 13. April | Stephen Stucker                                 | US-amerikanischer Schauspieler                                                                                  | 38    |       |
| 14. April | Horst Bastian                                   | deutscher Schriftsteller                                                                                        | 46    |       |
| 14. April | Simone de Beauvoir                              | französische Schriftstellerin, Philosophin und Feministin                                                       | 78    |       |
| 14. April | Trygve Kristoffersen                            | norwegischer Turner                                                                                             | 93    |       |
| 14. April | Jole Bovio Marconi                              | italienische Archäologin                                                                                        | 89    |       |
| 14. April | Wolfgang Trust                                  | deutscher Grafiker und Bildhauer                                                                                | 59    |       |
| 14. April | Wilhelm Weskamp                                 | deutscher Politiker (CDU)                                                                                       | 82    |       |
| 15. April | James Lindsay Almond                            | US-amerikanischer Jurist und Politiker                                                                          | 87    |       |
| 15. April | Sergei Nikolajewitsch Anochin                   | sowjetischer Testpilot                                                                                          | 76    |       |
| 15. April | Jean Genet                                      | französischer Romanautor, Dramatiker und Poet                                                                   | 75    |       |
| 15. April | Don C. Hoefler                                  | US-amerikanischer Journalist                                                                                    | 63    |       |
| 15. April | Robert Marjolin                                 | französischer Europapolitiker                                                                                   | 74    |       |
| 15. April | Vlastimil Moravec                               | tschechoslowakischer Radrennfahrer                                                                              | 36    |       |
| 15. April | Al Sellinger                                    | US-amerikanischer Radrennfahrer                                                                                 | 71    |       |
| 15. April | Edwin R. Thiele                                 | US-amerikanischer Theologe                                                                                      | 90    |       |
| 16. April | Carlo Biagi                                     | italienischer Fußballspieler                                                                                    | 71    |       |
| 16. April | Reinhard Gehret                                 | deutscher Autor                                                                                                 | 36    |       |
| 16. April | Charles Goldenberg                              | US-amerikanischer American-Football-Spieler                                                                     | 75    |       |
| 16. April | Alexander von Reitzenstein                      | deutscher Kunsthistoriker                                                                                       | 81    |       |
| 16. April | Theodor Schütze                                 | sorbisch-deutscher Heimatforscher, Lehrer und freischaffender Schriftsteller                                    | 86    |       |
| 17. April | George Baillie-Hamilton, 12. Earl of Haddington | schottischer Peer                                                                                               | 91    |       |
| 17. April | Robert R. Casey                                 | US-amerikanischer Politiker                                                                                     | 70    |       |
| 17. April | Herta Classen                                   | deutsche Journalistin in der DDR, Intendantin des Berliner Rundfunks                                            | 73    |       |
| 17. April | Paul Costello                                   | US-amerikanischer Ruderer                                                                                       | 91    |       |
| 17. April | Marcel Dassault                                 | französischer Luftfahrtunternehmer                                                                              | 94    |       |
| 17. April | Hermann Friedrich Gräbe                         | deutscher Widerstandskämpfer                                                                                    | 85    |       |
| 17. April | Henry Hall                                      | US-amerikanischer Skispringer                                                                                   | 93    |       |
| 17. April | Bessie Head                                     | botswanische Schriftstellerin                                                                                   | 48    |       |
| 17. April | Teddy Kotick                                    | US-amerikanischer Jazzbassist                                                                                   | 57    |       |
| 17. April | Paul Raab                                       | österreichischer Politiker (ÖVP), Mitglied des Bundesrates                                                      | 58    |       |
| 17. April | Werner Wurst                                    | deutscher Fotograf und Werbefachmann                                                                            | 73    |       |
| 18. April | Ernest Bueding                                  | US-amerikanischer Parasitologe, Biochemiker und Pharmakologe                                                    | 75    |       |
| 18. April | Antonio Lauro                                   | venezolanischer Komponist und Gitarrist                                                                         | 68    |       |
| 18. April | Heinrich Lehmann-Willenbrock                    | deutscher Kapitän und Fregattenkapitän                                                                          | 74    |       |
| 18. April | Aleksander Rozmus                               | polnischer Skisportler                                                                                          | 85    |       |
| 19. April | Emil Lode                                       | deutscher Unternehmer                                                                                           | 79    |       |
| 19. April | Hanni Pestalozzi                                | Schweizer Landwirtin und Lehrerin                                                                               | 80    |       |
| 19. April | Dmitri Ossipowitsch Rowner                      | sowjetischer Schachspieler                                                                                      | 78    |       |
| 19. April | Walter Vielhauer                                | deutscher Gewerkschafter, Politiker (KPD), Widerstandskämpfer und Häftling in verschiedenen Konzentrationsla... | 77    |       |
| 19. April | Dag Wirén                                       | schwedischer Komponist                                                                                          | 80    |       |
| 19. April | Estelle Yancey                                  | US-amerikanische Bluessängerin                                                                                  | 90    |       |
| 20. April | Alexei Nikolajewitsch Arbusow                   | sowjetisch-russischer Dramatiker                                                                                | 77    |       |
| 20. April | Jean-Jacques Gautier                            | französischer Schriftsteller, Theaterkritiker und Essayist                                                      | 77    |       |
| 20. April | Günter Krinetzki                                | deutscher Bibelwissenschaftler                                                                                  | 57    |       |
| 20. April | Marie Nyswander                                 | US-amerikanischer Psychiaterin                                                                                  | 67    |       |
| 21. April | Stephan Cosacchi                                | deutsch-ungarischer Sprach- und Musikwissenschaftler sowie Komponist                                            | 82    |       |
| 21. April | Helmut Dietrich                                 | deutscher Politiker (SED) und Präsident der Deutschen Notenbank                                                 | 64    |       |
| 21. April | Gisbert Palmié                                  | deutscher Maler                                                                                                 | 88    |       |
| 21. April | Günther Steyrer                                 | österreichischer Schulleiter, Mundartdichter und Komponist                                                      |       |       |
| 22. April | Mircea Eliade                                   | rumänischer Religionswissenschaftler, Philosoph und Schriftsteller                                              | 79    |       |
| 22. April | Honor Bridget Fell                              | britische Biologin, Zellbiologin und Immunologin                                                                | 85    |       |
| 22. April | Cliff Finch                                     | US-amerikanischer Politiker und Gouverneur des Bundesstaates Mississippi (1976–1980)                            | 59    |       |
| 22. April | Lisa Holländer                                  | deutsche Gerechte unter den Völkern                                                                             | 95    |       |
| 22. April | Ida Lüthold-Minder                              | schweizerische katholische Autorin                                                                              | 84    |       |
| 22. April | Dick Moores                                     | US-amerikanischer Comiczeichner                                                                                 | 76    |       |
| 22. April | Gerd Schaefer-Rolffs                            | deutscher Ingenieur und Studentenhistoriker                                                                     | 77    |       |
| 22. April | Udo Scheepers                                   | deutscher Politiker (SPD), MdL                                                                                  | 39    |       |
| 22. April | Heinrich Warczak                                | deutscher Politiker (CDU), MdL                                                                                  | 83    |       |
| 22. April | Walter Wasservogel                              | österreichischer Musiker, Komponist und Arrangeur                                                               | 73    |       |
| 23. April | Harold Arlen                                    | US-amerikanischer Komponist, Oscarpreisträger für „Somewhere Over the Rainbow“                                  | 81    |       |
| 23. April | Manuel Figueroa                                 | chilenischer Fußballspieler                                                                                     | 81    |       |
| 23. April | Erich Franke                                    | deutscher Politiker und Heimatforscher                                                                          | 77    |       |
| 23. April | Julius Groß                                     | deutscher Fotograf                                                                                              | 94    |       |
| 23. April | Otto Preminger                                  | österreichisch-amerikanischer Filmregisseur, Filmproduzent, Schauspieler, Theaterregisseur und Theaterdirektor  | 80    |       |
| 23. April | Christian Fahrenholz                            | deutscher Politiker (SPD) und MdBB                                                                              | 67    |       |
| 23. April | Alberto Zorrilla                                | argentinischer Schwimmer                                                                                        | 80    |       |
| 24. April | José Bianco                                     | argentinischer Journalist, Schriftsteller und Übersetzer                                                        | 77    |       |
| 24. April | Hans Leyding                                    | deutscher Politiker (SPD), MdHB                                                                                 | 72    |       |
| 24. April | Vitalis Maier                                   | deutscher Ordensgeistlicher, Abt von Ottobeuren                                                                 | 74    |       |
| 24. April | Otfried Müller                                  | deutscher katholischer Theologe                                                                                 | 79    |       |
| 24. April | Wallis Simpson                                  | britische Adelige, Duchess of Windsor                                                                           | 89    |       |
| 24. April | Hans Ströer                                     | deutscher Musiker, Komponist und Pädagoge                                                                       | 66    |       |
| 25. April | DeWitt Hyde                                     | US-amerikanischer Politiker                                                                                     | 77    |       |
| 25. April | Gerhard Krüger                                  | deutscher Kameramann                                                                                            | 66    |       |
| 26. April | Lou van Burg                                    | niederländischer Sänger, Showmaster und Entertainer                                                             | 68    |       |
| 26. April | Broderick Crawford                              | US-amerikanischer Schauspieler                                                                                  | 74    |       |
| 26. April | Hermann Gmeiner                                 | österreichischer Pädagoge und Gründer der SOS-Kinderdörfer                                                      | 66    |       |
| 26. April | Rotraut Hinderks-Kutscher                       | deutsche Illustratorin und Autorin von Kinder- und Jugendbüchern                                                | 77    |       |
| 26. April | Gregor Hövelmann                                | deutscher Lehrer, Historiker und Archivar                                                                       | 55    |       |
| 26. April | Günter Karau                                    | deutscher Schriftsteller                                                                                        | 57    |       |
| 26. April | Cliff Leeman                                    | US-amerikanischer Jazz-Schlagzeuger                                                                             | 72    |       |
| 26. April | Bessie Love                                     | US-amerikanische Schauspielerin                                                                                 | 87    |       |
| 27. April | J. Allen Hynek                                  | US-amerikanischer Astronom                                                                                      | 75    |       |
| 27. April | Eduard Imhof                                    | Schweizer Kartograf                                                                                             | 91    |       |
| 27. April | Heinrich Jilek                                  | deutscher Slawist und Bibliothekar                                                                              | 83    |       |
| 27. April | Erna Maria Johansen                             | deutsche sozialistische Pädagogin                                                                               | 75    |       |
| 27. April | Verena Loewensberg                              | Schweizer Malerin                                                                                               | 73    |       |
| 27. April | Bayless Rose                                    | US-amerikanischer Sänger und Gitarrist                                                                          | 95    |       |
| 27. April | Rudolf Schütrumpf                               | deutscher Palynologe (Pollenanalytiker)                                                                         | 76    |       |
| 27. April | Ellen Weski                                     | deutsche Klassische Archäologin                                                                                 | 39    |       |
| 28. April | R. H. Bing                                      | US-amerikanischer Mathematiker                                                                                  | 71    |       |
| 28. April | Werner Conze                                    | deutscher Historiker und Rektor der Universität Heidelberg                                                      | 75    |       |
| 28. April | Ralph Lee Eyman                                 | US-amerikanischer Erziehungswissenschaftler                                                                     | 100   |       |
| 28. April | Pauline Feldmann                                | österreichische Frauenärztin, Frauenrechtlerin und NS-Verfolgte                                                 | 101   |       |
| 28. April | Rudolf Gunz                                     | österreichischer Politiker (NSDAP), Landtagsabgeordneter in Vorarlberg                                          | 88    |       |
| 28. April | Marcel Hellmann                                 | rumänischstämmiger Filmproduzent                                                                                | 87    |       |
| 28. April | Vladimír Novák                                  | tschechoslowakischer Skilangläufer                                                                              | 82    |       |
| 29. April | Sidney Bowman                                   | US-amerikanischer Dreispringer                                                                                  | 79    |       |
| 29. April | Henri de France                                 | französischer Ingenieur, der das SECAM-Farbfernsehsystem entwickelt hat                                         | 74    |       |
| 29. April | Edwin Graves                                    | US-amerikanischer Ruderer                                                                                       | 88    |       |
| 29. April | Raúl Prebisch                                   | argentinischer Entwicklungsökonom                                                                               | 85    |       |
| 29. April | Thomas N. Scortia                               | US-amerikanischer Science-Fiction-Schriftsteller                                                                | 59    |       |
| 29. April | Bernhard Wosien                                 | deutscher Ballettmeister, Choreograf und Professor für Ausdruckspädagogik und Tanz                              | 77    |       |
| 30. April | Kurt Böttcher                                   | deutscher Politiker                                                                                             | 83    |       |
| 30. April | Claudius Dornier                                | deutscher Unternehmer, erster Sohn des Flugzeug-Konstrukteurs Claude Dornier                                    | 71    |       |
| 30. April | Wilhelm Kratz                                   | deutscher Jurist und Politiker (CDU), MdB                                                                       | 80    |       |
| 30. April | Robert Stevenson                                | britisch-US-amerikanischer Regisseur, Drehbuchautor und Produzent                                               | 81    |       |
| 30. April | Lothar Urbanczyk                                | deutscher Politiker (SPD), MdL                                                                                  | 82    |       |
| April     | Mehmet Kudret Ayiter                            | türkischer Rechtswissenschaftler                                                                                | 66    |       |
| April     | Johannes Eckert                                 | deutscher Richter                                                                                               | 85    |       |
| April     | Wally Eichhorn-Nelson                           | deutsche Schriftstellerin                                                                                       | 89    |       |
| April     | Anneliese Halbe                                 | deutsche Schauspielerin und Theaterregisseurin                                                                  |       |       |
| April     | Leroy Haynes                                    | US-amerikanischer Restaurantbesitzer und Schauspieler in Frankreich                                             | 72    |       |
| April     | Doxie Moore                                     | US-amerikanischer Basketballtrainer                                                                             | 75    |       |
| April     | Stefano Tamburini                               | italienischer Comicautor und -zeichner                                                                          | 30    |       |

## Mai
| Tag     | Name                                     | Beruf, bekannt als                                                                                        | Alter | Beleg |
| ------- | ---------------------------------------- | --- | ----- | ----- |
| 1. Mai  | Heinrich Bell                            | deutscher Altertumsforscher                                                                               | 78    |       |
| 1. Mai  | Jean-Jacques Gautier                     | Schweizer Bankier und Menschenrechtsaktivist                                                              | 73    |       |
| 1. Mai  | Arthur Lipsett                           | kanadischer Filmregisseur                                                                                 | 49    |       |
| 1. Mai  | Alastair McIntyre                        | britischer Filmeditor in den Bereichen Film- und Tonschnitt                                               | 59    |       |
| 1. Mai  | James Ramsay                             | australischer Offizier und Politiker                                                                      | 69    |       |
| 2. Mai  | Wallace Bishop                           | US-amerikanischer Schlagzeuger des Hot Jazz und Swing                                                     | 80    |       |
| 2. Mai  | Chester Bowles                           | US-amerikanischer Politiker                                                                               | 85    |       |
| 02. Mai | Edwin Genung                             | US-amerikanischer Leichtathlet                                                                            | 78    |       |
| 2. Mai  | Henri Toivonen                           | finnischer Rallyefahrer                                                                                   | 29    |       |
| 3. Mai  | Robert Alda                              | US-amerikanischer Schauspieler                                                                            | 72    |       |
| 3. Mai  | Heinz Bach                               | deutscher Manager und Funktionär                                                                          | 63    |       |
| 3. Mai  | Leo Bermel                               | deutscher Journalist                                                                                      | 53    |       |
| 3. Mai  | August Peters                            | deutscher römisch-katholischer Geistlicher und Weihbischof in Aachen                                      | 54    |       |
| 3. Mai  | Leonard William Tancock                  | britischer Romanist, Französist und Übersetzer                                                            | 83    |       |
| 3. Mai  | Wang Li                                  | chinesischer Sprachwissenschaftler                                                                        | 85    |       |
| 4. Mai  | Richard Daniel                           | deutscher Offizier, zuletzt Generalmajor im Zweiten Weltkrieg                                             | 85    |       |
| 4. Mai  | Georgi Franzewitsch Gause                | sowjetischer Biologe                                                                                      | 75    |       |
| 4. Mai  | Enzo Liberti                             | italienischer Schauspieler                                                                                | 60    |       |
| 4. Mai  | Romeo Rivers                             | kanadischer Eishockeyspieler                                                                              | 79    |       |
| 4. Mai  | Hugo Schiff                              | deutscher Rabbiner und Literaturwissenschaftler                                                           | 93    |       |
| 5. Mai  | Ruy Coelho                               | portugiesischer Komponist und Pianist                                                                     | 97    |       |
| 5. Mai  | Käthe Haack                              | deutsche Schauspielerin                                                                                   | 88    |       |
| 5. Mai  | Billy Mackel                             | US-amerikanischer Jazzgitarrist                                                                           | 73    |       |
| 5. Mai  | Petrus Pao-Zin Tou                       | chinesischer römisch-katholischer Geistlicher und Bischof von Hsinchu                                     | 75    |       |
| 6. Mai  | Laura Alves                              | portugiesische Schauspielerin                                                                             | 64    |       |
| 6. Mai  | Suse Böhm                                | deutsche Tänzerin, Tanzlehrerin und Theaterschauspielerin                                                 | 65    |       |
| 6. Mai  | Kenneth Callahan                         | US-amerikanischer Maler und Wandmaler                                                                     | 80    |       |
| 6. Mai  | Lorenzo Minio-Paluello                   | italienischer Philosophiehistoriker, Altphilologe und mittellateinischer Philologe                        | 78    |       |
| 6. Mai  | Ludger Oeing-Hanhoff                     | deutscher Philosoph                                                                                       | 62    |       |
| 6. Mai  | Edgar Schultze                           | deutscher Bauingenieur                                                                                    | 80    |       |
| 7. Mai  | Robert Baumberger                        | Schweizer Maler und Grafiker                                                                              | 90    |       |
| 7. Mai  | Gaston Defferre                          | französischer Politiker (SFIO, PS), Mitglied der Nationalversammlung                                      | 75    |       |
| 7. Mai  | Jean-Pierre Hagnauer                     | französischer Eishockeyspieler                                                                            | 73    |       |
| 7. Mai  | Anni Kraus                               | österreichische Mundartschriftstellerin                                                                   | 89    |       |
| 7. Mai  | Robert A. Lovett                         | US-amerikanischer Politiker                                                                               | 90    |       |
| 07. Mai | Jonas Persson                            | schwedischer Radrennfahrer                                                                                | 73    |       |
| 07. Mai | Alfredo Pezzana                          | italienischer Fechter                                                                                     | 93    |       |
| 7. Mai  | Raymond Puccinelli                       | US-amerikanisch-italienischer Bildhauer                                                                   | 82    |       |
| 7. Mai  | Selman Selmanagić                        | deutscher Architekt                                                                                       | 81    |       |
| 7. Mai  | Herma Szabó                              | österreichische Eiskunstläuferin und Skirennläuferin                                                      | 84    |       |
| 7. Mai  | Haldun Taner                             | türkischer Schriftsteller                                                                                 | 71    |       |
| 8. Mai  | Arndt von Bohlen und Halbach             | deutscher Unternehmersohn aus der Krupp-Bohlen von Halbach Familie                                        | 48    |       |
| 8. Mai  | Ernle Bradford                           | englischer Schriftsteller                                                                                 | 64    |       |
| 8. Mai  | Werner Jörg Lüddecke                     | deutscher Schriftsteller und Drehbuchautor                                                                | 73    |       |
| 8. Mai  | Emanuel Shinwell                         | britischer Politiker, Mitglied des House of Commons                                                       | 101   |       |
| 9. Mai  | Michail Wladimirowitsch Alpatow          | russischer Kunsthistoriker                                                                                | 83    |       |
| 9. Mai  | Herschel Bernardi                        | US-amerikanischer Schauspieler                                                                            | 62    |       |
| 9. Mai  | Joachim Graswurm                         | deutscher Jazzmusiker                                                                                     | 51    |       |
| 9. Mai  | Werner Greiner-Petter                    | deutscher Politiker (SED), Minister für Glas- und Keramikindustrie DDR                                    | 58    |       |
| 9. Mai  | Ulrich Ilg                               | österreichischer Politiker (CS, ÖVP), Landeshauptmann von Vorarlberg, Mitglied des Bundesrates            | 81    |       |
| 9. Mai  | Carlo Moscovini                          | italienischer Drehbuchautor und Filmregisseur                                                             | 66    |       |
| 9. Mai  | Tenzing Norgay                           | nepalesischer Bergsteiger, Erstbesteiger des Mount Everest                                                | 71    |       |
| 9. Mai  | Richard Scheringer                       | deutscher Politiker (KPD, NSDAP, DKP), MdL und Offizier                                                   | 81    |       |
| 9. Mai  | Kurt Utermann                            | deutscher Soziologe und Sozialarbeitswissenschaftler                                                      | 80    |       |
| 10. Mai | Herbert Elbel                            | österreichisch-deutscher Rechtsmediziner und Hochschullehrer                                              | 78    |       |
| 10. Mai | Wolf Goldan                              | deutscher Schauspieler und Synchronsprecher                                                               | 41    |       |
| 10. Mai | Wilhelm Kainrath                         | österreichischer Architekt und Stadtplaner                                                                | 46    |       |
| 10. Mai | John Wheatley                            | US-amerikanischer Physiker                                                                                | 59    |       |
| 11. Mai | Alexander Fjodorowitsch Akimow           | sowjetischer Nukleartechniker                                                                             | 33    |       |
| 11. Mai | Willy Beutz                              | deutscher Kaufmann und Mäzen                                                                              | 74    |       |
| 11. Mai | Karl-Heinz Engert                        | deutscher Maler und Grafiker                                                                              | 66    |       |
| 11. Mai | Fritz Pollard                            | US-amerikanischer American-Football-Spieler, -Trainer und -Manager und Musikproduzent                     | 92    |       |
| 12. Mai | Elisabeth Bergner                        | österreichische Theater- und Filmschauspielerin                                                           | 88    |       |
| 12. Mai | Theo Jung                                | deutscher Gründer einer Esperanto-Zeitschrift                                                             | 93    |       |
| 12. Mai | Alicia Moreau de Justo                   | argentinische sozialistische Politikerin und Feministin                                                   | 100   |       |
| 12. Mai | Richard Oechsle                          | deutscher Verwaltungsbeamter und Politiker (SPD), MdL, bayerischer Staatsminister                         | 87    |       |
| 13. Mai | Lajos Barta                              | ungarischer Bildhauer                                                                                     | 87    |       |
| 13. Mai | Rudolf Bax                               | deutscher Maler                                                                                           | 79    |       |
| 13. Mai | Sixto E. Durán-Ballén                    | ecuadorianischer Botschafter                                                                              | 86    |       |
| 13. Mai | George Gaines                            | US-amerikanischer Szenenbildner und Oscarpreisträger                                                      | 52    |       |
| 13. Mai | Wassili Iwanowitsch Ignatenko            | Feuerwehrmann, Liquidator bei der Nuklearkatastrophe von Tschernobyl                                      | 25    |       |
| 13. Mai | Margarete Petraschk                      | deutsche Museologin und Heimatforscherin                                                                  | 88    |       |
| 13. Mai | Leonid Toptunow                          | Kerntechnikingenieur, Liquidator bei der Nuklearkatastrophe von Tschernobyl                               | 25    |       |
| 14. Mai | Henry E. Eccles                          | US-amerikanischer Militär, Konteradmiral der United States Navy                                           | 87    |       |
| 14. Mai | Cornelis Gijsbert Gerrit Jan van Steenis | niederländischer Botaniker                                                                                | 84    |       |
| 15. Mai | Charlotte Beradt                         | deutsche Journalistin und Publizistin                                                                     | 78    |       |
| 15. Mai | Hel Braun                                | deutsche Mathematikerin                                                                                   | 71    |       |
| 15. Mai | Elio de Angelis                          | italienischer Automobilrennfahrer                                                                         | 28    |       |
| 15. Mai | Mieczysław Palus                         | polnischer Eishockeyspieler und -trainer                                                                  | 64    |       |
| 15. Mai | Franz Rützler                            | österreichischer Politiker (ÖVP), Landtagsabgeordneter zum Vorarlberger Landtag                           | 62    |       |
| 15. Mai | Eva Schwimmer                            | deutsche Malerin, Graphikerin und Lyrikerin                                                               | 85    |       |
| 16. Mai | Edoardo Anton                            | italienischer Drehbuchautor und Filmregisseur                                                             | 76    |       |
| 16. Mai | Elsa Arnold                              | deutsche Widerstandskämpferin in der Résistance                                                           | 82    |       |
| 16. Mai | Lothar Beutel                            | deutscher SS-Brigadeführer, Leiter des SD-Oberabschnitts Sachsen und Führer der Einsatzgruppe IV in Polen | 84    |       |
| 16. Mai | Hans Casparius                           | deutscher Fotograf sowie Dokumentarfilm-Produzent, Standfotograf und Stummfilm-Schauspieler               | 85    |       |
| 16. Mai | Pierino Favalli                          | italienischer Radrennfahrer                                                                               | 72    |       |
| 16. Mai | Stamatis Karatzas                        | griechischer Neogräzist                                                                                   | 73    |       |
| 16. Mai | Hedy Kempny                              | österreichische Bankangestellte und Journalistin                                                          | 90    |       |
| 16. Mai | František Krajčír                        | tschechoslowakischer Politiker und Diplomat, Minister                                                     | 72    |       |
| 16. Mai | Helmut Müller                            | deutscher Politiker (LDPD)                                                                                | 75    |       |
| 16. Mai | August Reuß                              | deutscher Verwaltungsbeamter und Landrat                                                                  | 83    |       |
| 16. Mai | Friedrich Franz von Unruh                | deutscher Schriftsteller                                                                                  | 93    |       |
| 17. Mai | Karl Neuscheler                          | deutscher Journalist und Zeitungswissenschaftler                                                          | 88    |       |
| 17. Mai | Ljudmila Alexejewna Pachomowa            | sowjetische Eiskunstläuferin                                                                              | 39    |       |
| 17. Mai | Arnold Renz                              | deutscher Salvatorianerpater und Exorzist                                                                 | 75    |       |
| 17. Mai | Margrit Weiler                           | österreichische Bühnen- und Filmschauspielerin, Theaterregisseurin und Schauspiellehrerin                 | 79    |       |
| 18. Mai | Gustl Berauer                            | deutscher Nordischer Kombinierer                                                                          | 73    |       |
| 18. Mai | John Bubbles                             | US-amerikanischer Stepptänzer, Sänger und Schauspieler                                                    | 84    |       |
| 18. Mai | Yaşar Erkan                              | türkischer Ringer                                                                                         | 75    |       |
| 18. Mai | Hermann Hildebrand                       | deutscher Politiker (SPD), MdL                                                                            | 66    |       |
| 18. Mai | Heinrich Lutz                            | deutsch-österreichischer Historiker                                                                       | 63    |       |
| 18. Mai | Helmut Solbach                           | deutscher Politiker (SPD), MdL                                                                            | 79    |       |
| 18. Mai | Peter Wehle                              | österreichischer Komponist, Autor und Kabarettist                                                         | 72    |       |
| 19. Mai | Aderbal Jurema                           | brasilianischer Politiker, Abgeordneter und Senator                                                       | 73    |       |
| 19. Mai | Werner Kunze                             | deutscher Verwaltungsbeamter und Politiker (SPD), MdL, MdB                                                | 77    |       |
| 19. Mai | Jimmy Lyons                              | US-amerikanischer Jazzmusiker                                                                             | 52    |       |
| 19. Mai | Bernard Naylor                           | englischer Komponist, Organist und Dirigent                                                               | 78    |       |
| 19. Mai | Gerhard Roedel                           | deutscher Diplomat                                                                                        | 77    |       |
| 20. Mai | Helen Belyea                             | kanadische Geologin                                                                                       | 73    |       |
| 20. Mai | Clyde Bernhardt                          | US-amerikanischer Jazz-Posaunist                                                                          | 80    |       |
| 20. Mai | Pim van Boetzelaer van Oosterhout        | niederländischer Politiker und Diplomat                                                                   | 93    |       |
| 20. Mai | Rudolf Donath                            | deutscher Politiker (SPD), MdL                                                                            | 78    |       |
| 20. Mai | Fritz Mögle                              | österreichischer Architekt und Filmarchitekt                                                              | 69    |       |
| 20. Mai | Irmgard von Opel                         | deutsche Industrielle, Vielseitigkeits- und Springreiterin                                                | 79    |       |
| 20. Mai | Ilse Pompe-Niederführ                    | österreichische Bildhauerin                                                                               | 81    |       |
| 20. Mai | Helen Brooke Taussig                     | US-amerikanische Kinderkardiologin                                                                        | 87    |       |
| 21. Mai | Antonie Biering                          | dänische Schauspielerin                                                                                   | 65    |       |
| 21. Mai | Raymond Burke                            | US-amerikanischer Jazzmusiker                                                                             | 81    |       |
| 21. Mai | Kenny Carter                             | britischer Speedwayfahrer                                                                                 | 25    |       |
| 21. Mai | Friedel Kostors                          | deutsche Kostümbildnerin und Puppengestalterin                                                            | 89    |       |
| 21. Mai | Richard Broxton Onians                   | britischer Altphilologe                                                                                   | 87    |       |
| 22. Mai | Miklós Erdély                            | ungarischer Architekt und Künstler                                                                        | 57    |       |
| 22. Mai | Günther Friedrich                        | deutscher Maler                                                                                           | 55    |       |
| 22. Mai | Martin Gabel                             | US-amerikanischer Schauspieler, Regisseur und Filmproduzent                                               | 73    |       |
| 22. Mai | James Gentle                             | US-amerikanischer Fußball- und Hockeyspieler                                                              | 81    |       |
| 22. Mai | Andrew Sunyar                            | US-amerikanischer Physiker                                                                                |       |       |
| 22. Mai | Umar at-Talmasani                        | ägyptischer Führer der ägyptischen Muslimbruderschaft                                                     | 81    |       |
| 22. Mai | Charles F. Voegelin                      | amerikanischer Linguist und Anthropologe                                                                  | 80    |       |
| 23. Mai | Robert Friedrich                         | deutscher Politiker (NSDAP), Oberbürgermeister von Wuppertal                                              | 84    |       |
| 23. Mai | Viktor Hammer                            | österreichischer Bildhauer                                                                                | 72    |       |
| 23. Mai | Sterling Hayden                          | US-amerikanischer Schauspieler und Autor                                                                  | 70    |       |
| 23. Mai | Barbara Rosen                            | deutsche volkstümliche Sängerin                                                                           |       |       |
| 23. Mai | August Schaffer                          | österreichischer Radrennfahrer                                                                            | 80    |       |
| 23. Mai | Peter von Siemens                        | deutscher Industrieller                                                                                   | 75    |       |
| 23. Mai | Altiero Spinelli                         | italienischer Politiker, Mitglied der Camera dei deputati, MdEP                                           | 78    |       |
| 24. Mai | Yakima Canutt                            | US-amerikanischer Rodeo-Reiter, Stuntman und Second-Unit-Regisseur                                        | 90    |       |
| 24. Mai | Rich Ferguson                            | kanadischer Mittel- und Langstreckenläufer                                                                | 54    |       |
| 24. Mai | Erich Gerberding                         | deutscher Schauspieler                                                                                    | 64    |       |
| 24. Mai | Walter Junker                            | deutscher Politiker (NSDAP) und Propagandist                                                              | 80    |       |
| 24. Mai | Otto Marzinek                            | deutscher Jurist und Medaillensammler                                                                     | 73    |       |
| 24. Mai | Robert Philipp Nöll von der Nahmer       | deutscher Finanzwissenschaftler und Politiker (FDP), MdB                                                  | 87    |       |
| 24. Mai | Wilhelm Pressel                          | deutscher evangelischer Theologe                                                                          | 91    |       |
| 24. Mai | Wilhelm Ziegenfuß                        | deutscher Politiker (SPD), MdL NRW                                                                        | 73    |       |
| 25. Mai | Karl Dölling                             | deutscher Politiker (CDU)                                                                                 | 63    |       |
| 25. Mai | Heinrich Fraenkel                        | britischer Schriftsteller und Schachkomponist                                                             | 88    |       |
| 25. Mai | Hein Hoop                                | deutscher Schriftsteller und Künstler                                                                     | 58    |       |
| 25. Mai | Rolf Lauer (Turner)                      | deutscher Turner                                                                                          | 54    |       |
| 25. Mai | Aaron Ohrenstein                         | deutscher Rabbiner                                                                                        | 76    |       |
| 26. Mai | Gunnar Björnstrand                       | schwedischer Schauspieler                                                                                 | 76    |       |
| 26. Mai | Flávio Cavalcanti                        | brasilianischer Journalist und Fernsehmoderator                                                           | 63    |       |
| 26. Mai | Gian-Carlo Coppola                       | US-amerikanischer Filmschauspieler und Filmproduzent                                                      | 22    |       |
| 26. Mai | Robert Eibel                             | Schweizer PR-Fachmann und Politiker                                                                       | 79    |       |
| 26. Mai | Ida Hinz                                 | deutsche Stadtpräsidentin                                                                                 | 81    |       |
| 26. Mai | Gerhard Langmaack                        | deutscher Architekt                                                                                       | 88    |       |
| 26. Mai | Johann Winetzhammer                      | oberösterreichischer Politiker (ÖVP), Landtagsabgeordneter, Mitglied des Bundesrates                      | 61    |       |
| 27. Mai | Tsendiin Damdinsüren                     | mongolischer Schriftsteller                                                                               |       |       |
| 27. Mai | Borislav Milić                           | jugoslawischer Schachgroßmeister                                                                          | 60    |       |
| 28. Mai | Gunnar Hägg                              | schwedischer Chemiker                                                                                     | 82    |       |
| 28. Mai | Lea Ivanova                              | bulgarische Jazzsängerin                                                                                  | 62    |       |
| 28. Mai | Lurene Tuttle                            | US-amerikanische Schauspielerin                                                                           | 78    |       |
| 28. Mai | Preben Vang                              | dänischer Schlagwerker und Jazzmusiker                                                                    | 43    |       |
| 29. Mai | Franz Bednar                             | österreichischer Politiker (SPÖ), Mitglied des Bundesrates                                                | 77    |       |
| 29. Mai | Onelio Jorge Cardoso                     | kubanischer Schriftsteller und Journalist                                                                 | 72    |       |
| 29. Mai | Bernard Philippe Groslier                | französischer Kunsthistoriker und Archäologe                                                              | 60    |       |
| 29. Mai | Willy Hardmeyer                          | Schweizer Organist, Orgelbauexperte und Autor                                                             | 75    |       |
| 29. Mai | Inge Landgut                             | deutsche Schauspielerin und Synchronsprecherin                                                            | 63    |       |
| 30. Mai | Erich Bromme                             | deutscher Historiker und Siedlungsgeograf                                                                 | 79    |       |
| 30. Mai | Heinrich Eichen                          | deutscher Schriftsteller                                                                                  | 80    |       |
| 30. Mai | Perry Ellis                              | US-amerikanischer Modedesigner                                                                            | 46    |       |
| 30. Mai | Boy Gobert                               | deutsch-österreichischer Theater- und Filmschauspieler                                                    | 60    |       |
| 30. Mai | Erika Heß                                | deutsche Kommunalpolitikerin                                                                              | 52    |       |
| 30. Mai | Hank Mobley                              | US-amerikanischer Jazzsaxophonist                                                                         | 55    |       |
| 30. Mai | James Rainwater                          | US-amerikanischer Physiker                                                                                | 68    |       |
| 30. Mai | Luis G. Roldán                           | mexikanischer Sänger                                                                                      | 75    |       |
| 30. Mai | Kurt Schulze                             | deutscher Lehrer und Museumsdirektor                                                                      | 80    |       |
| 31. Mai | Günther Joël                             | deutscher Jurist und Ministerialbeamter                                                                   | 86    |       |
| 31. Mai | Rodolfo Olgiati                          | Schweizer Pädagoge und humanitärer Aktivist                                                               | 80    |       |
| 31. Mai | Dora Russell                             | britische Autorin, Feministin und politische Aktivistin                                                   | 92    |       |
| 31. Mai | Georg Rüßmann                            | deutscher Komponist, Dirigent und Musikant                                                                | 66    |       |
| 31. Mai | Harry Westermann                         | deutscher Jurist                                                                                          | 77    |       |
| Mai     | Hayes McMullan                           | US-amerikanischer Delta-Blues-Sänger, Gitarrist und Songwriter                                            | 84    |       |
| Mai     | James O’Keeffe                           | irischer Politiker                                                                                        |       |       |

## Juni
| Tag      | Name                                               | Beruf, bekannt als                                                                                           | Alter | Beleg |
| -------- | -------------------------------------------------- | --- | ----- | ----- |
| 1. Juni  | Margaret Blackwood                                 | australische Botanikerin und Genetikerin                                                                     | 77    |       |
| 1. Juni  | Lloyd Espenschied                                  | US-amerikanischer Elektrotechniker                                                                           | 97    |       |
| 1. Juni  | Jo Gartner                                         | österreichischer Automobilrennfahrer                                                                         | 32    |       |
| 1. Juni  | Ernst Hack                                         | österreichischer Ringer                                                                                      | 39    |       |
| 1. Juni  | Mason Hoffenberg                                   | US-amerikanischer Schriftsteller                                                                             | 63    |       |
| 1. Juni  | Walter Jacobsen                                    | deutscher Psychologe und Gründungsmitglied des BDP                                                           | 90    |       |
| 1. Juni  | Charles F. Wennerstrum                             | US-amerikanischer Jurist, Richter bei den Nürnberger Prozessen                                               | 96    |       |
| 1. Juni  | Ernst Weymar                                       | deutscher Historiker und Geschichtsdidaktiker                                                                | 66    |       |
| 2. Juni  | Stanley Corrsin                                    | US-amerikanischer Ingenieur                                                                                  | 66    |       |
| 2. Juni  | Erwin Grochla                                      | deutscher Ordinarius für Betriebswirtschaftslehre                                                            | 65    |       |
| 2. Juni  | Lya Lys                                            | russisch- und französischstämmige, naturalisierte US-Schauspielerin                                          | 78    |       |
| 2. Juni  | Fay Marbe                                          | US-amerikanische Tänzerin, Sängerin und Schauspielerin                                                       | 87    |       |
| 2. Juni  | Wendell H. Meade                                   | US-amerikanischer Politiker                                                                                  | 74    |       |
| 3. Juni  | Hermann Falke                                      | deutscher Maler und Grafiker                                                                                 | 52    |       |
| 3. Juni  | Anna Neagle                                        | britische Schauspielerin                                                                                     | 81    |       |
| 3. Juni  | Alfred Sabisch                                     | deutscher Bildhauer                                                                                          | 80    |       |
| 3. Juni  | Hans Verling                                       | liechtensteinischer Briefträger, Beamter, Politiker und Sportfunktionär                                      | 70    |       |
| 3. Juni  | Richard Viidalepp                                  | estnischer Volkskundler und Ethnologe                                                                        | 82    |       |
| 3. Juni  | Paul Zinsmaier                                     | deutscher Historiker                                                                                         | 80    |       |
| 4. Juni  | Nina Gagen-Torn                                    | sowjetische Ethnographin, Schriftstellerin und Dichterin                                                     | 85    |       |
| 4. Juni  | Helen Louise Gardner                               | britische Literaturkritikerin und Literaturwissenschaftlerin                                                 | 78    |       |
| 5. Juni  | John Bevan                                         | walisischer Rugbyspieler und -trainer                                                                        | 38    |       |
| 5. Juni  | Fanny Buss                                         | neuseeländisch Textil- und Modedesignerin                                                                    | 76    |       |
| 5. Juni  | Hugo Fink                                          | deutscher Volkswirt und Politiker (CSU)                                                                      | 75    |       |
| 5. Juni  | Bryan Grant                                        | US-amerikanischer Tennisspieler                                                                              | 75    |       |
| 5. Juni  | Helmut Grunsky                                     | deutscher Mathematiker                                                                                       | 81    |       |
| 5. Juni  | Robert Högfeldt                                    | schwedischer Maler und Grafiker                                                                              | 92    |       |
| 5. Juni  | Henri Michel                                       | französischer Historiker                                                                                     | 79    |       |
| 5. Juni  | Robert DiBernardo                                  | US-amerikanischer Mobster                                                                                    | 49    |       |
| 5. Juni  | Lisa Ullrich                                       | deutsche Politikerin (KPD), MdR                                                                              | 85    |       |
| 5. Juni  | Kurt Westphal                                      | deutscher Politiker (SED), Minister, MdV                                                                     | 72    |       |
| 6. Juni  | Herbert Eisenreich                                 | österreichischer Schriftsteller                                                                              | 61    |       |
| 6. Juni  | Friedrich Fabig                                    | deutscher Agrarwissenschaftler                                                                               | 70    |       |
| 6. Juni  | Henry Nash Smith                                   | US-amerikanischer Kultur- und Literaturwissenschaftler                                                       | 79    |       |
| 6. Juni  | John Tolan                                         | US-amerikanischer Automobilrennfahrer                                                                        | 68    |       |
| 6. Juni  | Rudolf Wettengel                                   | deutscher Politiker (SED) und Journalist                                                                     | 62    |       |
| 7. Juni  | Niels Alsing                                       | dänischer Schauspieler                                                                                       | 43    |       |
| 7. Juni  | James Fifer                                        | US-amerikanischer Ruderer                                                                                    | 55    |       |
| 7. Juni  | Georges Halbout du Tanney                          | französischer Bildhauer                                                                                      | 90    |       |
| 7. Juni  | Anton Stefan Karcher                               | deutscher Maler und Grafiker                                                                                 | 82    |       |
| 7. Juni  | Stella Klein-Löw                                   | österreichische Lehrerin und Politikerin (SPÖ), Abgeordnete zum Nationalrat                                  | 82    |       |
| 7. Juni  | Sara Garif kysy Sadyjkowa                          | sowjetische Sängerin und Komponistin tatarischer Herkunft                                                    | 79    |       |
| 7. Juni  | Joseph Schneider                                   | deutscher Jurist, Präsident des Bundessozialgerichts                                                         | 85    |       |
| 7. Juni  | Kate Smith                                         | US-amerikanische Sängerin                                                                                    | 79    |       |
| 8. Juni  | Manly Banister                                     | US-amerikanischer Science-Fiction-Autor und Fanzine-Herausgeber                                              | 72    |       |
| 8. Juni  | Hugo Geisert                                       | deutscher Verwaltungsbeamter und Politiker (CDU), MdL                                                        | 69    |       |
| 8. Juni  | Irmingard Grünwald                                 | deutsche Malerin                                                                                             | 73    |       |
| 8. Juni  | Roba Stanley                                       | US-amerikanische Old-Time-Musikerin                                                                          |       |       |
| 8. Juni  | Cèlia Suñol i Pla                                  | katalanische Schriftstellerin                                                                                | 87    |       |
| 9. Juni  | Arnaldo Benfenati                                  | italienischer Radrennfahrer                                                                                  | 62    |       |
| 9. Juni  | Hans Boersch                                       | deutscher Physiker                                                                                           | 77    |       |
| 9. Juni  | Otto-Tile von Kalm                                 | deutscher Offizier, zuletzt Generalmajor im Zweiten Weltkrieg                                                | 97    |       |
| 9. Juni  | Hans Mirow                                         | deutscher Marineoffizier, zuletzt Konteradmiral im Zweiten Weltkrieg                                         | 90    |       |
| 9. Juni  | Ernst Peschl                                       | deutscher Mathematiker                                                                                       | 79    |       |
| 9. Juni  | Elisabeth Selbert                                  | deutsche Politikerin (SPD), MdL und Juristin, eine der vier „Mütter des Grundgesetzes“                       | 89    |       |
| 9. Juni  | Karl Skytte                                        | dänischer Politiker (Venstre), Mitglied des Folketing                                                        | 78    |       |
| 10. Juni | Georg Frietzsche                                   | deutscher Künstler der tachistischen abstrakten Malerei                                                      | 83    |       |
| 10. Juni | E. O. Fuhrmann                                     | deutscher Schauspieler                                                                                       | 61    |       |
| 10. Juni | Gabriele Quasebarth                                | deutsche Künstlerin                                                                                          | 29    |       |
| 10. Juni | Edward Sagarin                                     | US-amerikanischer Soziologe und Autor                                                                        | 72    |       |
| 10. Juni | Emilio de los Santos                               | dominikanischer Politiker, Staatspräsident der Dominikanischen Republik                                      | 82    |       |
| 10. Juni | Dick Sudirman                                      | indonesischer Badmintonspieler und -funktionär                                                               | 64    |       |
| 10. Juni | Reginald Lawson Waterfield                         | britischer Mediziner und Astronom                                                                            | 86    |       |
| 10. Juni | Marcel Werner                                      | deutscher Schauspieler                                                                                       | 34    |       |
| 10. Juni | Samuel Zauber                                      | rumänischer Fußballtorhüter                                                                                  |       |       |
| 11. Juni | Jürgen Frenzel                                     | deutscher Politiker (SPD), MdL                                                                               | 64    |       |
| 11. Juni | Wilhelm Koppe                                      | deutscher Historiker und Hochschullehrer                                                                     | 77    |       |
| 11. Juni | Horst Schön                                        | deutscher Diplomat, Botschafter der DDR                                                                      | 54    |       |
| 11. Juni | Karl Schubert                                      | deutscher Lehrer und Politiker (CSU), MdL Bayern                                                             | 81    |       |
| 11. Juni | Adolf Sturmthal                                    | US-amerikanischer Politologe, Soziologe und Publizist österreichischer Herkunft                              | 82    |       |
| 11. Juni | Jim Trueman                                        | US-amerikanischer Unternehmer, Rennstallbesitzer und Automobilrennfahrer                                     | 51    |       |
| 12. Juni | Naboua Ratieta                                     | kiribatischer Politiker, Parteigründer und Chief Minister                                                    | 48    |       |
| 12. Juni | Ernst Scholz                                       | deutscher Politiker (KPD, SED), MdV, Minister für Bauwesen der DDR (1958–1963)                               | 72    |       |
| 12. Juni | Heinrich Wilhelm Siedentopf                        | deutscher Gynäkologe                                                                                         | 84    |       |
| 12. Juni | Sŏn U-hui                                          | südkoreanischer Schriftsteller                                                                               | 64    |       |
| 12. Juni | Murray Van Wagoner                                 | US-amerikanischer Politiker, Gouverneur von Michigan                                                         | 88    |       |
| 12. Juni | Carlo Vivarelli                                    | Schweizer Künstler                                                                                           | 67    |       |
| 13. Juni | Paul Duppenthaler                                  | Schweizer Musiker                                                                                            |       |       |
| 13. Juni | Benny Goodman                                      | US-amerikanischer Jazzmusiker (Klarinettist und Bandleader)                                                  | 77    |       |
| 13. Juni | Harlan N. Hartness                                 | US-amerikanischer Generalmajor der US-Army                                                                   | 88    |       |
| 13. Juni | Dean Reed                                          | US-amerikanischer Schauspieler, Sänger, Drehbuchautor und Regisseur                                          | 47    |       |
| 14. Juni | Jaap Boot                                          | niederländischer Weitspringer und Sprinter                                                                   | 83    |       |
| 14. Juni | Jorge Luis Borges                                  | argentinischer Schriftsteller                                                                                | 86    |       |
| 14. Juni | Wladimir Georgiew                                  | bulgarischer Linguist                                                                                        | 78    |       |
| 14. Juni | Alan Jay Lerner                                    | US-amerikanischer Autor und Liedtexter                                                                       | 67    |       |
| 14. Juni | Erika Müller-Fürstenau                             | deutsche Schauspielerin                                                                                      | 61    |       |
| 14. Juni | Nikolai Dmitrijewitsch Antonow                     | sowjetischer Generaloberst, Held der Sowjetunion                                                             | 76    |       |
| 14. Juni | Giorgio Pellini                                    | italienischer Fechter                                                                                        | 62    |       |
| 14. Juni | Marlin Perkins                                     | US-amerikanischer Zoologe                                                                                    | 81    |       |
| 14. Juni | Anthony Spilotro                                   | italo-amerikanischer Mobster                                                                                 | 48    |       |
| 14. Juni | Michael Peter Spilotro                             | italo-amerikanischer Mobster                                                                                 | 41    |       |
| 14. Juni | Wilhelm Szabo                                      | österreichischer Dichter, Autor, Übersetzer und Lehrer                                                       | 84    |       |
| 15. Juni | Hilaire Berthelin                                  | französischer Radrennfahrer                                                                                  | 77    |       |
| 15. Juni | Kurt Brunhoff                                      | deutscher Diplomat                                                                                           | 85    |       |
| 15. Juni | Francis Galtier                                    | französischer Leichtathlet                                                                                   | 79    |       |
| 15. Juni | Willie Hoel                                        | norwegischer Schauspieler                                                                                    | 65    |       |
| 15. Juni | Werner Streib                                      | deutscher Offizier, Brigadegeneral der Bundeswehr, deutscher Nachtjäger-Pilot im Zweiten Weltkrieg           | 75    |       |
| 16. Juni | Christian Beullac                                  | französischer Bildungsminister                                                                               | 62    |       |
| 16. Juni | Mushy Callahan                                     | US-amerikanischer Boxer, Weltmeister im Halbweltergewicht                                                    | 81    |       |
| 16. Juni | Diana Cooper                                       | britische Schauspielerin, Schriftstellerin und Persönlichkeit der Londoner High Society                      | 93    |       |
| 16. Juni | Maurice Duruflé                                    | französischer Komponist                                                                                      | 84    |       |
| 16. Juni | Henning Hasle                                      | dänischer Politiker (Konservative Folkeparti), Mitglied des Folketing                                        | 85    |       |
| 16. Juni | Henry Hinz                                         | deutscher Politiker (NSDAP), MdR                                                                             | 81    |       |
| 16. Juni | Erlendur Patursson                                 | färöischer Schriftsteller und Politiker der republikanischen Tjóðveldisflokkurin                             | 72    |       |
| 16. Juni | Jean Sachot                                        | französischer Automobilrennfahrer                                                                            | 91    |       |
| 16. Juni | Georg Volk                                         | deutscher Arzt und Homöopath                                                                                 | 88    |       |
| 17. Juni | Leonardo Borgese                                   | italienischer Maler                                                                                          | 81    |       |
| 17. Juni | Desiderio Medina                                   | chilenischer Fußballspieler                                                                                  | 66    |       |
| 17. Juni | Henry Jacoby                                       | deutscher Journalist und Schriftsteller                                                                      | 80    |       |
| 17. Juni | Ted J. Kent                                        | US-amerikanischer Filmeditor                                                                                 | 84    |       |
| 17. Juni | Erna Nitter                                        | deutsche Schauspielerin                                                                                      | 97    |       |
| 17. Juni | Felipe Rosas                                       | mexikanischer Fußballspieler                                                                                 | 79    |       |
| 17. Juni | Ricardo Sáenz de Ynestrillas Martínez              | spanischer Militär und Putschist                                                                             | 51    |       |
| 17. Juni | Alexander Varga von Kibéd                          | deutsch-ungarischer Philosoph                                                                                | 84    |       |
| 18. Juni | Gerhard Delling                                    | deutscher Theologe und Hochschullehrer                                                                       | 81    |       |
| 18. Juni | Wilfried Huber                                     | deutscher Hochschul- und Bildungspolitiker, Erziehungswissenschaftler und Historiker                         | 60    |       |
| 18. Juni | Sonja Johnsson                                     | schwedische Schwimmerin                                                                                      | 90    |       |
| 18. Juni | Hans Koch                                          | deutscher Politiker (SED), MdV, Kulturwissenschaftler und Kulturfunktionär                                   | 59    |       |
| 18. Juni | Emil Joseph Lengeling                              | deutscher Theologe und Liturgiewissenschaftler                                                               | 70    |       |
| 18. Juni | Wilhelm Pfaffenzeller                              | deutscher Politiker (Deutsch-Völkische-Freiheitsbewegung)                                                    | 97    |       |
| 19. Juni | Hellmut Arnold                                     | deutscher Geologe und Paläontologe                                                                           | 73    |       |
| 19. Juni | Len Bias                                           | US-amerikanischer Basketballspieler                                                                          | 22    |       |
| 19. Juni | Coluche                                            | französischer Filmschauspieler und Komiker                                                                   | 41    |       |
| 19. Juni | Josef Reichl                                       | deutscher Landwirt und Politiker (BP, CSU), MdL Bayern                                                       | 78    |       |
| 19. Juni | Claus Schedl                                       | österreichischer römisch-katholischer Theologe und Ordenspriester der Kongregation des Heiligsten Erlösers   | 71    |       |
| 19. Juni | Alfred Vagts                                       | deutscher Lyriker, Historiker, Sachbuchautor                                                                 | 93    |       |
| 20. Juni | Richard Eybner                                     | österreichischer Schauspieler                                                                                | 90    |       |
| 20. Juni | Johann Georg Müller                                | deutscher Maler und Grafiker                                                                                 | 72    |       |
| 20. Juni | Skúli Guðjónsson                                   | isländischer Politiker und Schriftsteller                                                                    | 83    |       |
| 20. Juni | Juan Pablo Miranda                                 | kubanischer Flötist und Komponist                                                                            | 79    |       |
| 20. Juni | Béla Szepes                                        | ungarischer Leichtathlet                                                                                     | 82    |       |
| 21. Juni | Cathal Coughlan                                    | irischer Politiker (Fianna Fáil)                                                                             | 48    |       |
| 21. Juni | Martin Flinker                                     | österreichischer Buchhändler, Verleger, Schriftsteller und Literaturkritiker jüdischer Abstammung            | 90    |       |
| 22. Juni | Jean Bünter                                        | Schweizer Maler und Eisenplastiker                                                                           | 62    |       |
| 22. Juni | Charlotte Hartmann-Solle                           | deutsche Malerin und Keramikerin                                                                             | 88    |       |
| 22. Juni | Friedrich Michael                                  | deutscher Schriftsteller                                                                                     | 93    |       |
| 22. Juni | Nigel Stock                                        | britischer Schauspieler                                                                                      | 66    |       |
| 22. Juni | Robert F. Young                                    | US-amerikanischer Autor von Science Fiction                                                                  | 71    |       |
| 23. Juni | Alfred Paul Dorjahn                                | US-amerikanischer klassischer Philologe                                                                      | 91    |       |
| 23. Juni | Moses I. Finley                                    | US-amerikanisch-britischer Historiker                                                                        | 74    |       |
| 23. Juni | Josef Graw                                         | deutscher Physiker                                                                                           | 78    |       |
| 23. Juni | Paul Jacottet                                      | Schweizer Elektroingenieur                                                                                   | 83    |       |
| 23. Juni | Jerzy Putrament                                    | polnischer Schriftsteller, Dichter und Publizist                                                             | 75    |       |
| 23. Juni | Charles Ritchie Russell, Baron Russell of Killowen | britischer Jurist, Lordrichter                                                                               | 78    |       |
| 23. Juni | Edgar Tailhades                                    | französischer Politiker                                                                                      | 82    |       |
| 24. Juni | Miroslav Antić                                     | jugoslawischer Schriftsteller, Journalist und Maler                                                          | 54    |       |
| 24. Juni | Ray Bomba                                          | US-amerikanischer Tontechniker und Toningenieur                                                              | 79    |       |
| 24. Juni | Elwood Engel                                       | US-amerikanischer Chefdesigner der Chrysler Corporation                                                      |       |       |
| 24. Juni | Louis Gras                                         | französischer Radrennfahrer                                                                                  | 85    |       |
| 24. Juni | Lodovico Rocca                                     | italienischer Komponist                                                                                      | 90    |       |
| 24. Juni | Rex Warner                                         | britischer Schriftsteller, Philologe und Übersetzer                                                          | 81    |       |
| 25. Juni | Richard Jung                                       | deutscher Neurologe                                                                                          | 74    |       |
| 25. Juni | Michele Mastromarino                               | italienischer Turner                                                                                         | 92    |       |
| 25. Juni | Reinhold Münzenberg                                | deutscher Fußballspieler                                                                                     | 77    |       |
| 25. Juni | Luigi Rognoni                                      | italienischer Musikwissenschaftler und Musikkritiker                                                         | 72    |       |
| 25. Juni | Hans Wildberger                                    | Schweizer evangelischer Geistlicher und Hochschullehrer                                                      | 76    |       |
| 26. Juni | Heinz Bilz                                         | deutscher theoretischer Festkörperphysiker                                                                   | 60    |       |
| 26. Juni | Gustav Edelhoff                                    | deutscher Entsorgungsunternehmer                                                                             | 85    |       |
| 26. Juni | Maekawa Kunio                                      | japanischer Architekt                                                                                        | 81    |       |
| 26. Juni | Wadim Abramowitsch Sidur                           | russischer Bildhauer                                                                                         | 61    |       |
| 26. Juni | Annalise Wagner                                    | deutsche Heimatforscherin                                                                                    | 83    |       |
| 26. Juni | Siegfried Weiß                                     | deutscher Generalleutnant der NVA                                                                            | 72    |       |
| 27. Juni | Zoltán Gárdonyi                                    | ungarischer Komponist, Musikwissenschaftler, Professor                                                       | 80    |       |
| 27. Juni | Charles Jordan                                     | kanadischer Sänger und Gesangspädagoge                                                                       | 71    |       |
| 27. Juni | Gerhard Lehmann                                    | deutscher Ingenieur, Hochschullehrer und Fachbuchautor                                                       | 78    |       |
| 27. Juni | Joe Maphis                                         | US-amerikanischer Country- und Rockabilly-Musiker                                                            | 65    |       |
| 27. Juni | George Nepia                                       | neuseeländischer Rugby-Union-Spieler                                                                         | 81    |       |
| 27. Juni | Mykolas Požarskas                                  | litauischer Jurist und Politiker, Stellvertreter des Ministers im Kulturministerium Litauens (1961 bis 1963) | 59    |       |
| 27. Juni | Karl Wilhelm Schaeler                              | deutscher Politiker (FDP)                                                                                    | 85    |       |
| 27. Juni | Ernst Stahel                                       | Schweizer Physiker                                                                                           | 90    |       |
| 28. Juni | Heinrich Dräger                                    | deutscher Unternehmer, Wirtschafts- und Sozialwissenschaftler                                                | 87    |       |
| 29. Juni | Jack Christiansen                                  | US-amerikanischer American-Football-Spieler und -Trainer                                                     | 57    |       |
| 29. Juni | Peter Endrich                                      | deutscher Prähistoriker, Hobby-Archäologe                                                                    | 100   |       |
| 29. Juni | Dusolina Giannini                                  | US-amerikanisch-italienische Sopranistin                                                                     | 83    |       |
| 29. Juni | John Porter East                                   | US-amerikanischer Politiker                                                                                  | 55    |       |
| 29. Juni | Carlo Maria Franzero                               | italienischer Journalist und Schriftsteller                                                                  | 93    |       |
| 29. Juni | Jacques Hélian                                     | französischer Orchesterleiter, Arrangeur und Saxophonist                                                     | 74    |       |
| 29. Juni | Wendell P. Kay                                     | US-amerikanischer Politiker (Demokratische Partei)                                                           | 72    |       |
| 29. Juni | Rolf Kersten                                       | deutscher Politiker (SED), Minister für Schwermaschinen- und Anlagenbau der DDR                              | 50    |       |
| 29. Juni | Earl F. Landgrebe                                  | US-amerikanischer Politiker                                                                                  | 70    |       |
| 30. Juni | Ichida Sōichi                                      | japanischer Philatelist                                                                                      | 75    |       |
| 30. Juni | László Lékai                                       | ungarischer Geistlicher, Erzbischof von Esztergom und Kardinal der römisch-katholischen Kirche               | 76    |       |
| 30. Juni | Rudolf Meier                                       | Schweizer Politiker (BGB)                                                                                    | 79    |       |
| 30. Juni | Ernst Sabeditsch                                   | österreichischer Fußballspieler                                                                              | 66    |       |
| 30. Juni | Heinrich Strangmeier                               | deutscher Bibliothekar, Historiker, Herausgeber und Verleger                                                 | 87    |       |
| Juni     | Max Kramer                                         | deutscher Luftfahrtingenieur                                                                                 | 82    |       |
| Juni     | Albert Lauterbach                                  | austroamerikanischer Ökonom                                                                                  | ≈82   |       |